# 威氏岛雀
威氏岛雀（学名：Nesospiza wilkinsi），是大西洋特里斯坦-达库尼亚群岛特有的一种雀类。

## 词源
威氏岛雀的种加词wilkinsi是为纪念澳大利亚极地探险家兼鸟类学家乔治·休伯特·威尔金斯。

## 分布及栖息地
威氏岛雀仅分布于特里斯坦-达库尼亚群岛的南丁格尔岛。它们的栖息地很大程度上局限于岛上可供木本石南茶树木生长的区域，但也常出没于丛状草原中。

## 保护现状
威氏岛雀因种群数量稀少且正在受到因伐木、物种入侵和风暴导致的栖息地丧失的威胁而被列为濒危物种。现时威氏岛雀的种群总数估计为250只，它们的数量可能一直都很稀少，但自1950年代以来略有增长。
由于岛上居民和研究者会乘坐特里斯坦的小型船只和特里斯坦海域的渔船定期造访南丁格尔岛，故威氏岛雀将一直处于遭受意外引入的外来哺乳类捕食者猎食其蛋、雏鸟及筑巢鸟的风险之中。另一种威胁源于新西兰麻对木本石南茶区域的入侵，但于2004年开展的以及正在进行的后续清除措施很大程度地消除了这一威胁。这得益于当地岛民停止在南丁格尔岛上伐木使得部分木本石南茶得以再生。外来鳞翅目物种Hemiberlesia rapax和外来真菌Seiridium phylicae的入侵亦可能成为威氏岛雀未来的潜在威胁，但前者未对石南茶植株果实产量造成显著影响而后者尚未有存在于南丁格尔岛的迹象。2001年的强风曾吹倒了岛上大片的木本石南茶，这意味着灾难性气候事件和气候变化会潜在地对威氏岛雀的栖息地造成重大影响。